# 山口県道136号上久原藤生停車場線
山口県道136号上久原藤生停車場線（やまぐちけんどう136ごう かみくばらふじゅうていしゃじょうせん）は、山口県岩国市を通る一般県道である。

## 概要
岩国市周東町用田からJR西日本山陽本線 藤生駅に至る。

### 路線データ
- 起点：岩国市周東町上久原（山口県道7号柳井周東線交点）
- 終点：岩国市藤生町1丁目（藤生駅前交差点、山口県道112号藤生停車場錦帯橋線起点）

## 歴史
- 1958年（昭和33年）10月1日 - 山口県告示第644号の2により認定される。
- 1972年（昭和47年） - 山口県の県道番号再編により現行の路線番号に変更される。
- 2006年（平成18年）3月20日 - 和木町を除く玖珂郡の町村と岩国市が対等合併して改めて岩国市が発足したことに伴い全区間が岩国市域のみを通る路線になり、併せて起点の地名表記が変更される（玖珂郡周東町用田→岩国市周東町用田）。

## 路線状況
重用区間は概ね快走路だが単独区間は全般的に狭い。特に林道師木野線交点 - 終点間は強烈な急坂・狭路となっており、軽自動車でも通行に難儀するほどの悪路である。

### 重複区間
- 山口県道115号通津周東線（岩国市周東町上久原 - 岩国市玖珂町）
- 国道437号（岩国市玖珂町）
- 山口県道112号藤生停車場錦帯橋線（岩国市藤生町1丁目 - 藤生町1丁目（終点））

### 道路施設

#### 橋梁
- 宗本橋（島田川、岩国市、山口県道115号通津周東線重複区間内）
- 朴川橋（岩国市、国道437号重複区間内）
- 新笹見川橋（笹見川、岩国市、国道437号重複区間内）

## 地理

### 通過する自治体
- 山口県
  - 岩国市

### 交差する道路
| 交差する道路                                                                                  | 交差する場所 | 交差する場所           |
| --------------------------------------------------------------------------------------------- | ------------ | ---------------------- |
| 山口県道7号柳井周東線                                                                         | 周東町上久原 | 起点                   |
| 山口県道115号通津周東線 重複区間起点                                                          | 周東町上久原 |                        |
| 山口県道70号柳井玖珂線 山口県道115号通津周東線 / 現道                                         | 玖珂町       | 瀬田工業団地入口交差点 |
| 国道437号 重複区間起点 山口県道15号岩国玖珂線 / バイパス 山口県道115号通津周東線 重複区間終点 | 玖珂町       |                        |
| 山口県道70号柳井玖珂線                                                                        | 玖珂町       |                        |
| 国道437号 重複区間終点 山口県道144号光玖珂線                                                  | 玖珂町       |                        |
| 山口県道15号岩国玖珂線 / バイパス                                                             | 玖珂町       |                        |
| 山口県道112号藤生停車場錦帯橋線 重複区間起点                                                  | 藤生町1丁目  |                        |
| 山口県道112号藤生停車場錦帯橋線 重複区間終点                                                  | 藤生町1丁目  | 藤生駅前交差点 / 終点  |

### 交差する鉄道
- 岩徳線
- 山陽本線

### 沿線
- 岩国警察署 高森南駐在所
- 岩国市役所周東南総合センター
- テクノポート周東
- 瀬田工業団地
- JR西日本岩徳線 欽明路駅
- 山口県立岩国総合高等学校
- 岩国市立灘中学校
- JR西日本山陽本線 藤生駅